# Ronald M. Evans
Ronald Mark Evans (* 17. April 1949 in East Los Angeles) ist ein US-amerikanischer Molekularbiologe und Physiologe am Salk Institute for Biological Studies und an der University of California, San Diego, sowie Howard Hughes Medical Institute Investigator.

## Leben
Evans erwarb 1970 an der University of California, Los Angeles einen Bachelor in Bakteriologie und 1974 einen Ph.D. in Mikrobiologie. Von 1975 bis 1978 hatte er eine Stelle als Post-Doktorand an der Rockefeller University in New York City bei James E. Darnell. Eine erste Juniorprofessur (Assistant Professor 1978, Associate Professor 1983) erhielt er am Salk Institute for Biological Studies. Eine erste (außerplanmäßige) Professur (Adjunct Professor) an einer Hochschule übernahm Evans 1985 an der University of California in San Diego im Department of Biology, 1989 in der School of Medicine, Department of Biomedical Sciences, seit 1995 zusätzlich im Department of Neurosciences. Seit 1986 ist Evans gleichzeitig Professor am Salk Institute, er war dort mehrfach Fakultätsvorsitzender.

## Wirken
1986 klonierten Pierre Chambon und Ronald M. Evans unabhängig voneinander die Kernrezeptoren für Schilddrüsenhormone (Thyroidhormonrezeptor) und Glucocorticoide (Glucocorticoidrezeptor), wofür sie gemeinsam mit Elwood V. Jensen, der 1958 den Östrogenrezeptor entdeckt hatte, mit dem Albert Lasker Award for Basic Medical Research 2004 ausgezeichnet wurden. In der Folge dieser Arbeiten wurden zahlreiche weitere Hormonrezeptoren und Kernrezeptoren entdeckt, die wichtige Funktionen im Energie-, Fett- und Muskelstoffwechsel, bei Stoffwechselkrankheiten, bei der Regulation von Entzündungsprozessen und bei Krebserkrankungen spielen und die als Zielmoleküle für entsprechende Therapien geeignet sind.

## Auszeichnungen (Auswahl)
- 1989: Mitgliedschaft in der National Academy of Sciences
- 1992: Pasarow Award
- 1994/1995: Dickson Prize in Medicine
- 1997: Mitgliedschaft in der American Academy of Arts and Sciences
- 1999: Fred Conrad Koch Award
- 2003: Alfred P. Sloan, Jr. Prize
- 2003: March of Dimes Prize in Developmental Biology
- 2003: Keio Medical Science Prize
- 2004: Albert Lasker Award for Basic Medical Research
- 2005: Glenn T. Seaborg Medal
- 2005: Grande médaille de l’Académie des sciences
- 2007: Gairdner Foundation International Award[3]
- 2007: Albany Medical Center Prize
- 2007: Mitglied der American Philosophical Society
- 2008: Endocrine Regulation Prize
- 2012: Wolf-Preis in Medizin
- 2018: Louisa-Gross-Horwitz-Preis
- 2020: NOMIS Distinguished Scientist Award[4]
- 2024: Japan-Preis
- 2025: Rolf Luft Award

Evans erhielt zahlreiche weitere wissenschaftliche Auszeichnungen; er ist Mitglied mehrerer weiterer wissenschaftlicher Fachgesellschaften und Mitherausgeber mehrerer wissenschaftlicher Fachzeitschriften.